# 金色麗塔鯰
金色麗塔鯰，為輻鰭魚綱鯰形目鱨科麗塔鯰屬的其中一種，為熱帶淡水魚類，分布於亞洲印度馬哈維里河流域，體長可達19.5公分，棲息在底層水域，生活習性不明，可做為食用魚。